# Estreptolidigina
La Estreptoligidina es un antibiótico tipo nucleósido tetrámico relacionado con la tirandamicina A. Fue aislado de un cultivos de Streptomyces lydicus y Streptomyces neohygroscopicus afragilimyceticus. [α]25D = -93 (c, 1.6 en cloroformo); [α]25D = -65.7  (c, 2.28 en 0.005M NaOH). UV: [ácido]λmax240 (ε8000) ;357 (ε35500) ;370 (ε33700) ( EtOH/HCl) [básico]λmax262 (ε13600) ;291 (ε16400) ;335 (ε20000) (EtOH/NaOH). La sal sódica tiene punto de fusión de 225 °C. 
Este antibiótico es activo contra bacterias Gram positivas. Actúa como inhibidor de la ARN-polimerasa causando terminación prematura de la transcripción.
La biosíntesis fue elucidada por Pearce en 1983.